# Chris Norman
 Christopher Ward „Chris” Norman (n. 25 octombrie 1950, Redcar, Regatul Unit) este un cântăreț și compozitor britanic de soft rock. Norman a fost liderul formației Smokie, o trupă engleză de glam rock din Bradford, care a avut succes în Europa în anii 1970.

## Discografie

### Albume solo
- 1982: Rock Away Your Teardrops
- 1986: Some Hearts Are Diamonds
- 1987: Different Shades
- 1988: Hits from the Heart
- 1989: Break the Ice
- 1991: The Interchange
- 1992: The Growing Years
- 1993: Jealous Heart
- 1994: The Album
- 1994: Screaming Love Album
- 1995: Every Little Thing
- 1995: Reflections
- 1997: Into the Night
- 1997: Christmas Together
- 1999: Full Circle
- 2000: Love Songs
- 2001: Breathe Me In
- 2003: Handmade
- 2004: Break Away
- 2005: One Acoustic Evening – CD & DVD (Live at the Private Music Club/Live in Vienna)
- 2006: Million Miles
- 2006: Coming Home
- 2007: Close Up
- 2009: The Hits! From His Smokie And Solo Years
- 2009: The Hits! Tour – Live at the Tempodrom, Berlin (Deutschland) DVD
- 2009: The Hits! Tour – Live at the Tempodrom, Berlin (Dänemark) DVD
- 2011: Time Traveller
- 2013: There And Back

### Albume cu Smokie
- 1975: Pass It Around
- 1975: Changing All the Time
- 1976: Bravo präsentiert: Smokie (Germania)
- 1976: Midnight Café
- 1976: Smokie
- 1977: Greatest Hits
- 1977: Bright Lights & Back Alleys
- 1978: The Montreux Album
- 1979: The Other Side of the Road
- 1980: Greatest Hits Vol. 2
- 1981: Smokie-The Very Best of Smokie
- 1981: Solid Ground
- 1982: Die großen Erfolge einer Supergruppe (Germania)
- 1982: Midnight Delight
- 1982: Strangers in Paradise
- 1990: Smokie Forever
- 1994: The Collection – Komplett 'B' platten 1975–78 (Germania)
- 1998: Live – The Concert (Live in Essen/Germany 1978)

### Single-uri
- 1978: "Stumblin' In" (cu Suzi Quatro) b/w "A Stranger With You"
- 1982: "Hey Baby"
- 1983: "Love Is a Battlefield"
- 1984: "My Girl and Me"
- 1986: "Midnight Lady" b/w "Woman"
- 1986: "Some Hearts Are Diamonds" b/w "Till The Night We'll Meet Again"
- 1987: "No Arms Can Ever Hold You" b/w "Hunters of the Night"
- 1987: "Sarah"
- 1988: "Broken Heroes" b/w "Broken Heroes" (Instrumental and Radio Version)
- 1988: "I Want to Be Needed" (cu Shari Belafonte) b/w "I Want to Be Needed" (Instrumental and Radio Version)
- 1988: "Ordinary Heart"
- 1988: "Wings of Love"
- 1989: "Back Again"
- 1989: "Keep the Candle Burning"
- 1991: "If You Need My Love Tonight"
- 1992: "I Need Your Love" (cu Suzi Quatro)
- 1993: "Come Together"
- 1993: "Goodbye Lady Blue"
- 1993: "Growing Years"
- 1993: "Jealous Heart"
- 1994: "As Good As It Gets"
- 1994: "I Need Your Love"
- 1994: "Wild Wild Angel"
- 1995: "Goodbye Lady Blue"
- 1995: "Obsession"
- 1995: "Red Hot Screaming Love"
- 1996: "Fearless Hearts"
- 1996: "Reflections of My Life"
- 1996: "Under Your Spell"
- 1997: "Baby I Miss You"
- 1997: "Into the Night"
- 1999: "Oh Carol"
- 2000: "Mexican Girl"
- 2002: "Ich Mache Meine Augen Zu" (cu Nino de Angelo)
- 2003: "Keep Talking"
- 2004: "Amazing"
- 2004: "Only You"
- 2004: "Too Much / Without Your Love"
- 2006: "Without Your Love" (UK)
- 2009: "Endless Night"
- 2011: "Chasing Cars"